# Pracuúba
Pracuúba – miasto w Brazylii, w stanie Amapá. W 2010 roku liczyło 1881 mieszkańców.